# Hohenackeria
Hohenackeria je maleni biljni rod cvjetnica s dvije vrste iz porodice štitarki raširenih na zapadnom (Španjolska, Maroko, Alžir) i istočnom Sredozemlju i Transkavkazu. Ime roda dano je u čast švicarsko-njemačkog botaničara Rudolpha Friedricha Hohenackera.
Prvi puta je opisan i objavljen u Index Seminum (LE, Petropolitanus) 2: 38 (1836).

## Vrste
1. Hohenackeria exscapa Grande
2. Hohenackeria polyodon Coss. & Durieu

## Sinonimi
- Keracia (Coss.) Calest